# Наегау
Наегау (на немски: Nahegau, „Nahgowe“) е през Средновековието графство на река Нае в Рейнхесен, Рейнланд-Пфалц.
Наегау принадлежи към централните собствености на Салиите, последвани от средата на 11 век от Емихоните. Фамилията по-късно се разделя на графове на Велденц и на Вилд- и Рауграфове. Вероятно графовете на Лайнинген произлизат също от Емихоните.

## Графове в Наегау
- Вернер († 920) (Салическа династия)
- Конрад Червения († 955)
- Ото „фон Вормс“ († 1004)
- Конрад II Млади (* 1003, † 1039)
- Емихо VI (1076 – 1123), известен и като Емихо Кръстоносеца